# Subsidiaranklage
Die Subsidiaranklage ist im österreichischen und liechtensteinischen Strafprozessrecht eine Möglichkeit des Privatbeteiligten, von der Staatsanwaltschaft eingestellte Verfahren selbst als Ankläger fortzuführen. Ähnlich der Privatanklage übernimmt dabei das privatbeteiligte Opfer im Rahmen des eingeleiteten Verfahrens die Verfolgung und bringt gegebenenfalls auch die Anklageschrift beim zuständigen Gericht ein.
Gemäß § 72 öStPO (§ 173 liStPO) kann ein Opfer, das sich zuvor bereits als Privatbeteiligter dem Verfahren angeschlossen hat, für den Fall, dass die Staatsanwaltschaft von der Verfolgung zurücktritt, die Anklage als Subsidiarankläger aufrechterhalten. Diese Möglichkeit besteht allerdings nur im Hauptverfahren, nachdem die Anklage durch die Staatsanwaltschaft bereits eingebracht wurde. Wenn die Staatsanwaltschaft bereits im Rahmen des Ermittlungsverfahrens von der Verfolgung zurücktritt, bleibt dem Privatbeteiligten nur, die Fortführung des Verfahrens nach § 195 öStPO zu beantragen. In diesem Fall wird der Privatbeteiligte aber nicht zum Subsidiarankläger, sondern die Staatsanwaltschaft bleibt weiterhin öffentliche Anklägerin.
Für die Beteiligung am Hauptverfahren als Subsidiarankläger muss der Privatbeteiligte eine Erklärung abgeben. Diese ist, falls die Staatsanwaltschaft im Rahmen der mündlichen Hauptverhandlung von der Verfolgung zurücktritt, sofort bekannt zu geben. Andernfalls hat der Privatbeteiligte einen Monat (in Liechtenstein: vierzehn Tage) Zeit, eine entsprechende Erklärung abzugeben. Rechtsmittel gegen das Urteil stehen dem Subsidiarankläger aber nur so weit zu, wie sie auch einem normalen Privatbeteiligten zustehen. Außerdem trägt der Subsidiarankläger bei einem Freispruch für den Angeklagten ein erhebliches Kostenrisiko: Er hat in diesem Fall für die kompletten Prozesskosten aufzukommen.
Bei Verfahren gegen Jugendliche oder Junge Erwachsene nach dem Jugendgerichtsgesetz 1988 steht es dem Privatbeteiligten gemäß § 44 Abs. 2 JGG nicht zu, eine von der Staatsanwaltschaft eingestellte Anklage als Subsidiarankläger aufrechtzuerhalten.